# Francisco de Paula Candau Acosta
Francisco de Paula Candau Acosta (El Coronil, 3 de març de 1823 - Sevilla, 24 de desembre de 1883) va ser un polític espanyol del segle xix, ministre durant el sexenni democràtic.
Era fill de Simón Candau Superville, un llenguadocià que es va quedar a Espanya després de la invasió napoleònica. Va estudiar Dret en la Universitat de Sevilla, i fou escollit alcalde d'El Coronil (Sevilla) en 1854. A partir d'aquí es va iniciar la seva carrera política arribant en 1857 a ser diputat per Alcalá de Guadaíra. En 1861 va ser Diputat de Corts pel districte de Marchena-Osuna al que va representar pel Partit Progressista fins a 1868.
Va participar en la Revolució de Setembre del 68 formant part de la Junta Revolucionària de Sevilla i participant en la redacció del programa que després adoptarien les altres juntes. Durant el regnat d'Amadeu I va ser President del Consell Superior d'Agricultura culminant el seu ascens polític en convertir-se en Ministre de Governació en dues ocasions, primer en el Gabinet del General Malcampo en 1871 i després en 1872 al govern de Francisco Serrano.
La por al fet que es desencadenessin successos com els ocorreguts en la Comuna de París el va portar a deslligar la repressió contra les organitzacions obreres, iniciant-se un debat en les Corts espanyoles que va durar 21 dies sobre la possibilitat d'il·legalitzar la Internacional, cosa que finalment ordenà per considerar-la atemptatòria contra la seguretat de l'Estat, i aquesta passà a la clandestinitat. Ell mateix va ser qui va presentar a les Corts aquest projecte de llei.
Després de la restauració borbònica es va convertir en un dels notables designats per formular la Constitució de 1876 amb Cánovas del Castillo i fou elegit diputat pel districte de Marchena a les eleccions generals espanyoles de 1876, 1879 i 1881.